# Alaskan husky
L'Alaskan husky è una razza canina non riconosciuta dalla FCI, impiegato come cane da slitta.

## Storia
I primi esemplari di Alaskan husky arrivarono in America 12.000 anni fa. Nel 2015, uno studio condotto grazie a un certo numero di marcatori genetici ha indicato che l'Alaskan husky, il Siberian husky e l'Alaskan malamute condividono uno stretto rapporto genetico tra loro, legati ai cani da slitta di Chukotka e separati soltanto dal Canadian Eskimo Dog e il cane groenlandese; in Nord America, il Siberian husky e il malamute avevano entrambi mantenuto il loro lignaggio siberiano e avevano contribuito in modo significativo alla comparsa dell'Alaskan husky, il quale ha avuto un secolo o più di incroci con Pointer, Pastore Tedesco e Saluki per migliorarne le prestazioni. Il cane Balto, noto per avere partecipato alla Corsa del siero tra gennaio e febbraio del 1925, era un Alaskan husky, sebbene nell'omonimo film d'animazione venga presentato come cane lupo.

## Aspetto
Gli Alaskan husky sono di taglia moderata, con una media di 21-25 kg per i maschi e 17-19 kg per le femmine; alcuni di essi assomigliano superficialmente al Siberian husky, ma più piccoli e magri, con una tuck-up più pronunciata.
Il colore del manto e degli occhi possono variare, mentre il pelo è quasi sempre di corta-media lunghezza; la lunghezza del mantello più corta è regolata dalla necessità di un'efficace dissipazione del calore durante la corsa.

## Gestione del carattere e dei comportamenti
L'Alaskan Husky è un cane molto affettuoso, socievole, fiero, indipendente, docile con gli altri cani e con le persone, amante del cibo ed è un ottimo nuotatore, agile e veloce, adattato a lunghe corse.

## Salute
L'Alaskan husky è generalmente un cane sano, ma alcuni di loro sono soggetti a problemi di salute, come cataratta, PRA, displasia, ipotiroidismo ecc.; ha una speranza di vita di 12-14 anni.

## Galleria d'immagini

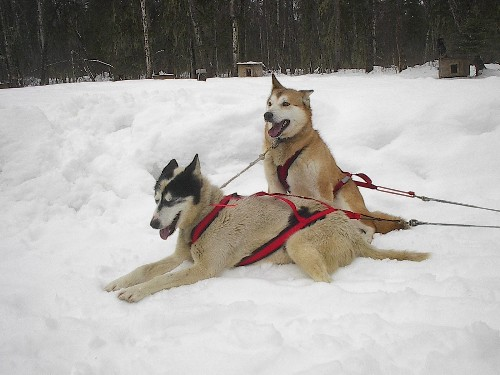
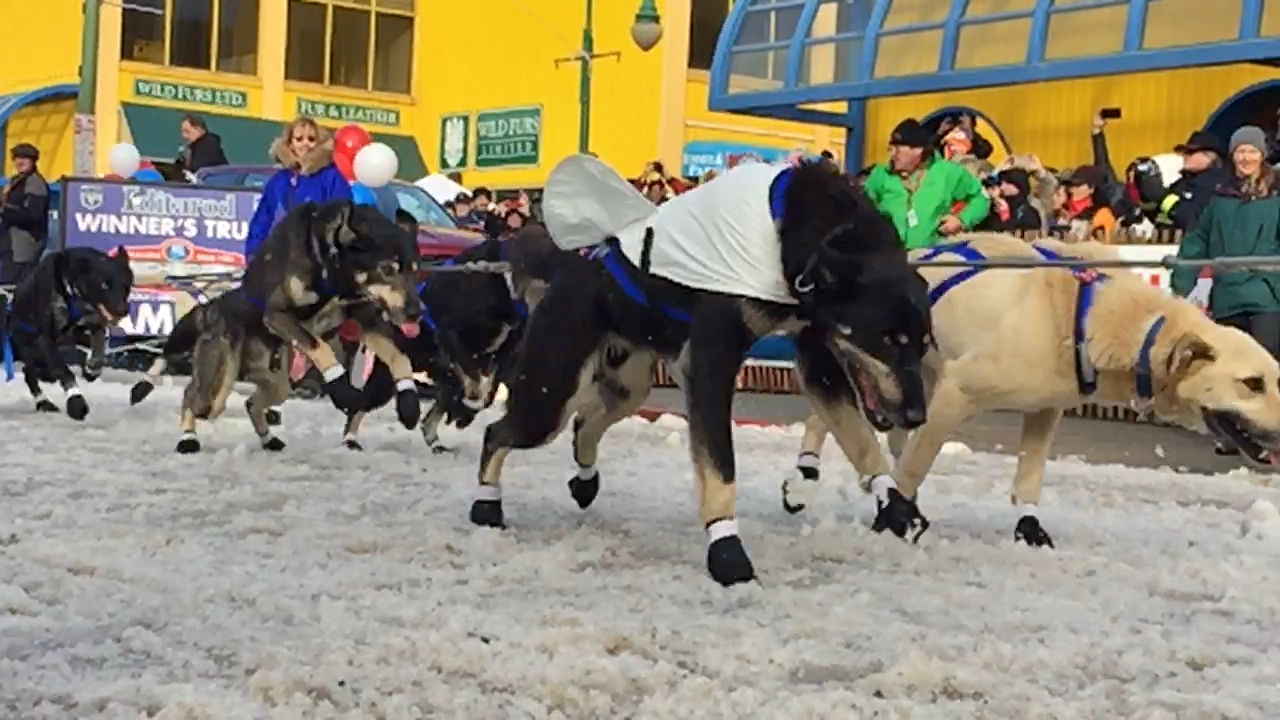
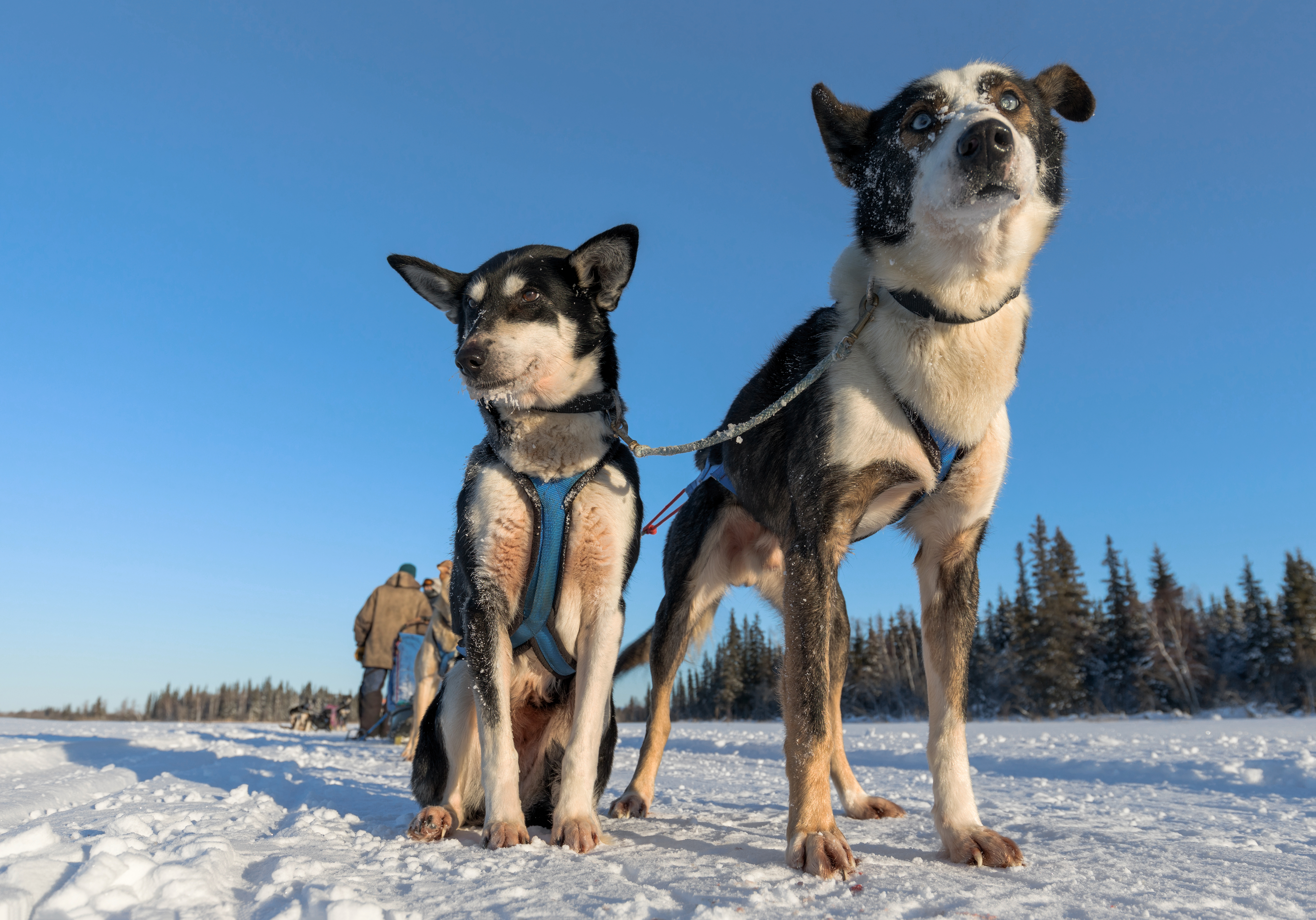
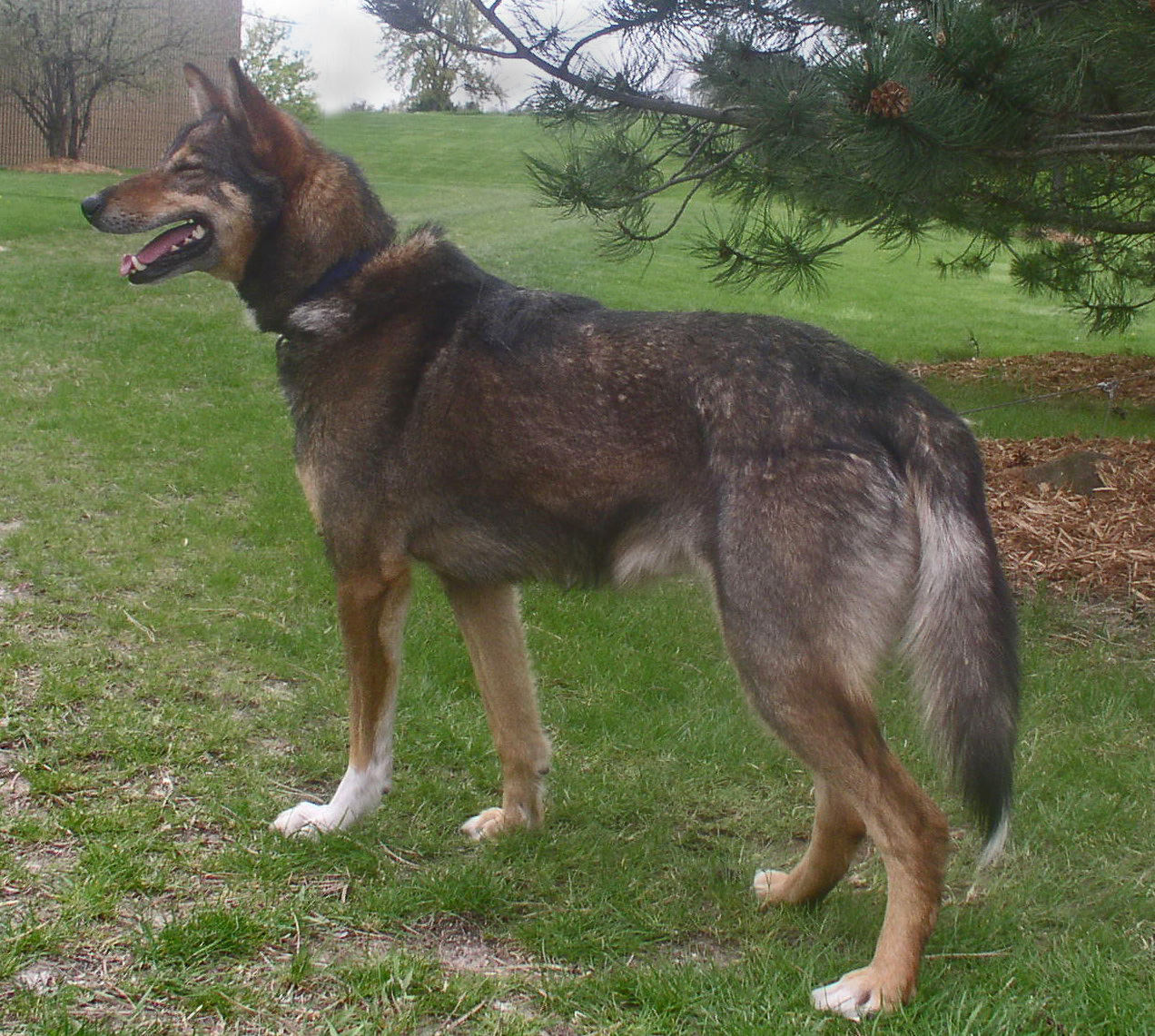